# Estado Bermúdez
El Estado Bermúdez fue una antigua división administrativa de los Estados Unidos de Venezuela ubicada al noreste del país, entre el mar Caribe al norte, el río Orinoco al sur, el Golfo de Paria y el Territorio Federal Delta Amacuro al este y los estados Guárico y Miranda al oeste.

## Historia
Fue creado en 1891 por la unión de los estados Barcelona, Cumaná y Maturín, que formaban el Estado de Oriente ocupando el mismo territorio. El estado fue renombrado a «Estado Bermúdez» en 1891 (cambiando la capital a Barcelona aunque no se diera en la práctica) hasta 1898 donde cambia el nombre a Estado Sucre  y finalmente disuelto en 1901 en los tres estados originales. En 1904 reaparece con el nombre de Estado Bermúdez con pequeñas modificaciones territoriales y volviendo oficialmente la capital a Cumaná, pero eso solo hasta 1909, donde esta zona oriental queda dividida definitivamente en tres estados.
El estado incluía los asentamientos más antiguos de Venezuela, y en su época era uno de los más prósperos en rubros agropecuarios y mineros. Sus productos principales eran el café, el azúcar y el cacao, y en menor medida, algodón, tabaco, coco, madera, ganado, pieles, índigo y tintes. Los productos mineros incluían el carbón de Naricual y el asfalto del Lago Guanoco explotado por la New York & Bermúdez Company. Pero las guerras y desórdenes políticos del siglo XIX y principios del XX destruyeron parcialmente sus industrias e impidió su desarrollo. Sus localidades más importantes eran Cumaná, Barcelona y Maturín.